# Victoria Onetto
Victoria Belloni Onetto (Buenos Aires, 26 de junio de 1971) es una actriz, productora teatral y gestora cultural argentina. Trabajó en numerosas telenovelas, obras de teatro y películas. Afiliada y militante del peronismo desde su juventud, a partir de abril de 2021 ejerce el cargo de Subsecretaria de Políticas Culturales de la provincia de Buenos Aires, en el Ministerio de Producción, Ciencia e Innovación Tecnológica (junto al ministro Augusto Costa). 

## Biografía
El padre de Victoria Onetto, Manolo Belloni, era un miembro de las  (Fuerzas Armadas Peronistas), fue asesinado junto a su compañero Diego Ruy Frondizi, y un trabajador chofer del remis en el que se trasladaban, por fuerzas policiales durante la dictadura de Lanusse, en marzo de 1971. dictadura de Lanusse; Onetto es su hija póstuma.
Onetto tiene un posgrado en Gestión y Política en Cultura y Comunicación por la Facultad Latinoamericana de Ciencias Sociales (FLACSO), posee una hija
Durante el período 2018-2020 se desempeñó como secretaria de Cultura y Promoción de las Artes en la Municipalidad de Avellaneda.

## Cine
| Año  | Título                           | Personaje | Director             |
| ---- | -------------------------------- | --------- | -------------------- |
| 1995 | De mi barrio con amor            | Felisa    | José Santiso         |
| 1996 | Carlos Monzón, el segundo juicio | Hilda     | Gabriel Arbós        |
| 1996 | El mundo contra mí               | Susana    | Beda Docampo Feijóo  |
| 2000 | Tesoro mío                       | Sofía     | Sergio Bellotti      |
| 2000 | Chicos ricos                     | Marisol   | Mariano Galperín     |
| 2004 | El favor                         | Roberta   | Pablo Sofovich       |
| 2004 | Peligrosa obsesión               | Herrera   | Raúl Rodríguez Peila |

## Televisión
| Año       | Título                        | Personaje               | Notas                                     | Canal      |         |
| --------- | ----------------------------- | ----------------------- | ----------------------------------------- | ---------- | ------- |
| 1986      | Chicas y chicos               | Victoria                | Participación                             | ATC        |         |
| 1987      | Polenta                       | Emilia                  | Elenco Principal                          | Canal 13   |         |
| 1988      | Colorín colorado              | Florencia Viale         | Elenco Principal                          | ATC        |         |
| 1990      | Clave de Sol                  | María                   | Elenco Principal                          | Canal 13   |         |
| 1991      | El árbol azul                 | Angélica Conforte       | Elenco Principal                          | Canal 13   |         |
| 1992      | Son de diez                   | Claudia                 | Elenco Recurrente                         | Canal 13   |         |
| 1992      | Princesa                      | Julieta                 | Elenco Principal                          | Canal 9    |         |
| 1993      | Buena pata                    | Alejandra               | Elenco Principal                          | Telefe     |         |
| 1993      | Canto rodado, escuela de arte | María Eugenia Fernández | Elenco Secundario                         | Canal 13   |         |
| 1993      | Solo para parejas             | Verónica "Vera" Palermo | Elenco Principal                          | Canal 9    |         |
| 1994      | Alta comedia                  | Laura                   | Participación                             | Canal 9    |         |
| 1994      | Marco el candidato            | Virginia                | Elenco Principal                          | Canal 9    |         |
| 1995      | Con alma de tango             | Lucia Echagüe           | Elenco Secundario                         | Canal 9    |         |
| 1995      | Nueve lunas                   | Eugenia                 | Participación                             | Canal 13   |         |
| 1996      | Gino                          | Samantha Galarza        | Elenco Principal                          | Canal 13   |         |
| 1996      | Mi familia es un dibujo       | Empleada de Lucio       | Participación                             | Telefe     |         |
| 1997      | Archivo Negro                 | Mariana                 | Elenco Principal                          | Canal 13   |         |
| 1997      | Poliladron                    | Liliana "Lili"          | Participación, (Episodio 55, Temporada 2) | Canal 13   |         |
| 1997      | Socios y más                  | Lorena                  |                                           | Canal 13   |         |
| 1998      | ¿Son o se hacen?              | Claudia                 | Participación                             | Canal 9    |         |
| 1998      | Verdad consecuencia           | Carina                  | Participación                             | Canal 13   |         |
| 1998-1999 | Muñeca brava                  | Adelina "Lina" de Solo  | Elenco Principal                          | Telefe     |         |
| 2000      | Tiempo final                  | Esposa de Miguel        | Episodio: "La última cena"                | Telefe     |         |
| 2001      | El sodero de mi vida          | Mónica Muzzopappa       | Elenco Principal                          | Canal 13   |         |
| 2002      | Franco Buenaventura, el profe | Dolores "Lola" Bermejo  | Elenco Secundario                         | Telefe     |         |
| 2002      | Son amores                    | Natalia                 | Participación                             | Canal 13   |         |
| 2004      | De la cama al living          | Mónica Blanco           | Episodio: "Una noche a puro amor"         | TV Pública |         |
| 2005      | Conflictos en red             | Sofía                   | Episodio: "Calentonas"                    | Telefe     |         |
| 2005      | Conflictos en red             | Adriana                 | Episodio: "Compromiso"                    | Telefe     |         |
| 2005      | Panadería los Felipe          | Viviana                 | Participación                             | Telefe     |         |
| 2005      | Botines                       | Paula                   | Participación, (1 Episodio)               | Canal 13   |         |
| 2006      | Un cortado, historias de café | Carla                   | Participación                             | TV Pública |         |
| 2007      | Hechizada                     | Luli                    | Participación                             | Telefe     |         |
| 2009      | Rosa,Violeta y Celeste        | Participación           | Participación                             | Telefe     | Canal 9 |
| 2010      | Botineras                     | Giselle Martino         | Participación                             |            |         |
| 2011      | Sr. y Sra. Camas              | Carolina Leon           | Participación                             | TV Pública |         |
| 2013      | Solamente vos                 | Susana                  | Canal 13                                  |            |         |
| 2014      | ¿Quién mató al Bebe Uriarte?  | Isabel Nikopolidis      | Elenco Secundario                         | TV Pública |         |
| 2020      | La persuasión                 | Pilar Sánchez Pardo     | Elenco Principal                          | TV Pública |         |

## Teatro
- 1995-1996: Don Fausto. Protagonista. Junto a Alberto de Mendoza, Danilo de Vizia y Perla Santalla.
- 1996-1997: Humores que matan. Protagonista. Junto a Oscar Martínez y Mercedes Morán.
- 2000: La cena de los tontos. Protagonista. Junto a Adrián Suar y Guillermo Francella.
- 2002-2003: Pijamas. Protagonista.
- 2009: Closer. Protagonista. Junto a Mariano Martínez
- 2010: El Arco del triunfo. Protagonista. Autor Pacho O’Donnell
- 2011-2015 La Mujer Justa de Sándor Marài, junto a Graciela Dufau y Arturo Bonín.
- 2016: Relato de una mujer, junto con Adriana Salonia, Celina Font y Emilia Claudeville.
- 2017: Mujeres perfectas, musical con Lucila Gandolfo, Candela Vetrano y Natalia Cociuffo.
- 2017: Acaloradas, gira nacional con Patricia Echegoyen, Magui Bravi y Emilia Mazer.
- 2017: Postparto, junto a Laura Azcurra.
- 2018: Locos de contento. Protagonista y productora.

## Participaciones en TV
| Año  | Programa                   | Rol          | Notas                               | Canal    |
| ---- | -------------------------- | ------------ | ----------------------------------- | -------- |
| 2007 | Bailando por un sueño 2007 | Participante | 12° Eliminada                       | Canal 13 |
| 2010 | Justo a tiempo             | Ella misma   | Invitada en el segmento «La visita» | Telefe   |
| 2016 | Desgeneradas               | Conductora   | Debut como conductora               | Canal 9  |
| 2019 | El diario de Mariana       | Invitada     |                                     | El Trece |
| 2020 | Mamushka                   | Participante |                                     | El Trece |

## Vida privada
Victoria Onetto es nieta de la militante peronista Lili Massaferro (1926-2001), que ―con el seudónimo Lili Gacel― trabajó en varias películas de fines de los años cincuenta. A fines de los años sesenta, el hijo de Lili, Manolito Belloni, empezó a militar en las FAP (Fuerzas Armadas Peronistas). El 8 de marzo de 1971, la policía de Tigre (provincia de Buenos Aires) asesinó a Manolo (de 23 años). Dejó a su esposa Valentina Nina Onetto (1947-) con una hija, María (1968), y un embarazo de seis meses, Victoria. A partir de ese momento, Lili Massaferro, se convirtió a partir de los 44 años en dirigente política ―era conocida como La Pepa―, su participación militante incluyó su rol como secretaria general de la rama femenina del Movimiento Peronista Montonero. 

Lili fue mi abuela, yo soy la hija de Manolo, su hijo asesinado. Mi recuerdo de ella es inmenso, una mujer apasionada y valiente. Mi hija Eva tiene mucho de ella, en sus ojos sigue viva, y vive también en nuestro recuerdo. ¡Lili presente!
Victoria Onetto; comentario del 16 de julio de 2012 en el sitio web Filosofitis